# Antonio Roa Sánchez
Antonio Roa Sánchez (Málaga, España, 22 de septiembre de 1970) es un exfutbolista español que se desempeñaba como centrocampista.

## Clubes
| Club                        | País   | Año       |
| --------------------------- | ------ | --------- |
| C.D. Málaga                 | España | 1990-1992 |
| C.P. Mérida                 | España | 1992-1994 |
| U.E. Lleida                 | España | 1994-2000 |
| Levante U.D.                | España | 2000-2002 |
| Club Gimnàstic de Tarragona | España | 2002-2003 |
| Yeclano C.F.                | España | 2003-2004 |